# Варник
Ва́рник (болг. Варник) — село в Хасковській області Болгарії. Входить до складу общини Свиленград.

## Населення
За даними перепису населення 2011 року у селі проживали 2 особи.
Розподіл населення за віком у 2011 році:
Динаміка населення: